# Dolus-d'Oléron
Dolus-d'Oléron là một xã trong tỉnh Charente-Maritime trong vùng Nouvelle-Aquitaine, tây nam nước Pháp. Xã Dolus-d'Oléron nằm ở khu vực có độ cao từ 0-20 mét trên mực nước biển.